# Beija-flor-de-garganta-safira
O beija-flor-de-garganta-safira (Chrysuronia coeruleogularis) é um beija-flor verde-metálico brilhante encontrado no Panamá, Colômbia e, mais recentemente, na Costa Rica. O beija-flor-de-garganta-safira é separado em três subespécies; Chrysuronia coeruleogularis coeruleogularis, Chrysuronia coeruleogularis coelina e Chrysuronia coeruleogularis conifis.
Medindo 9 cm (3.5 in), este beija-flor ostenta uma cauda distintamente bifurcada, o que ajuda a distingui-lo de outros beija-flores de tamanho e cor semelhantes. O macho é verde metálico em geral, com garganta azul-violeta e cauda escura. A fêmea tem partes inferiores inteiramente brancas da garganta à abertura e manchas verdes distintas ao longo dos lados do peito.
Devido à sua grande área de vida e adaptabilidade à mudança de habitat, o beija-flor-de-garganta-safira é listado como uma espécie de menor preocupação pela Lista Vermelha da IUCN. Prefere viver em manguezais, matagais e florestas leves, mas é capaz de se adaptar se necessário.

## Taxonomia
O beija-flor-de-garganta-safira faz parte da ordem Apodiformes, que inclui os beija -flores, andorinhões e árvores . Eles fazem parte da família Trochilidae, também conhecidos como beija-flores, que se distinguem por seu pequeno tamanho, alto metabolismo e bater as asas extremamente rápido. Embora parte do mesmo gênero, o beija-flor-de-garganta-safira está taxonomicamente mais próximo da safira-de -cabeça-azul (Chrysuronia grayi) do que o beija-flor-verde-brilhante. Além disso, o beija-flor-de-garganta-safira atua como um grupo externo para alguns membros do gênero Amazilia, como a esmeralda de peito branco (Amazilia brevirostris) e a esmeralda de barriga lisa (Amazilia leucogaster).
Depois de ser descrito pela primeira vez em 1851, descobriu-se mais tarde que existem duas outras subespécies do beija-flor com base em uma diferença de distribuição e coloração, sendo a subespécie nominal Chrysuronia coeruleogularis coeruleogularis. Em 1856, a segunda subespécie foi descoberta mais ao norte e nomeada Chrysuronia coeruleogularis coelina. Mais recentemente, em 1932, a terceira e última subespécie foi descoberta mais a leste e nomeada Chrysuronia coeruleogularis conifis.
Esta espécie foi anteriormente colocada no gênero Lepidopyga. Um estudo filogenético molecular publicado em 2014 descobriu que Lepidopyga era polifilético. Na classificação revisada para criar gêneros monofiléticos, o beija-flor-de-garganta-safira foi transferido para Chrysuronia.

## Descrição
O beija-flor-de-garganta-safira tem uma plumagem verde-metálica brilhante, exceto por sua cauda e asas mais escuras. O macho tem uma garganta larga e brilhante com manchas azuis, enquanto a fêmea tem uma garganta com manchas brancas. A fêmea também tem manchas verdes distintas ao longo dos lados do peito.  A cauda é profundamente entalhada e inclinada com coloração preta. A subespécie nominal Lepidopyga coeruleogularis coeruleogularis tem uma mancha na garganta mais escura, enquanto a subespécie
Chrysuronia coeruleogularis conifis tem um tom mais turquesa, e a subespécie Chrysuronia coeruleogularis coelina tem um tom azul mais claro. Pequeno em tamanho, o beija-flor mede cerca de 8.5–9.5 cm (3.3–3.7 in) centímetros de comprimento e 4–4.5 g (0.14–0.16 oz) em peso. Os machos têm o bico reto e curto com a maxila de cor preta e a mandíbula de cor mais rosada e ponta preta.
O beija-flor-de-garganta-safira é frequentemente confundido com os outros membros de seu gênero, que inclui o beija-flor-de-barriga-safira ( Chrysuronia lilliae) e o beija-flor verde-brilhante (Chrysuronia goudoti ). Ao contrário do beija-flor-de-garganta-safira, o colibri-barriga-de-safira macho tem uma coloração azul brilhante mais escura em sua garganta que cobre todo o seu lado ventral, com exceção da cauda branca. O beija-flor verde brilhante difere por ter muito pouca ou nenhuma plumagem azul em comparação com as outras duas espécies de Lepidopyga.

## Conservação
O beija-flor-de-garganta-safira está atualmente listado como uma espécie de menor preocupação devido à sua extensão de ocorrência ser superior a 20.000 km 2, apesar do declínio populacional, destruição e alteração do habitat. Embora muitos de seus habitats tenham sido destruídos nas últimas décadas para agricultura e outros fins, o beija-flor-de-garganta-safira pode se adaptar facilmente a um novo habitat, se necessário, e, portanto, está se dispersando mais ao norte sem prejudicar suas populações.